# Hartmut Krüger
Hartmut Krüger (Güsen, 8 de maio de 1953) é um ex-handebolista alemão oriental, foi campeão olímpico.
Hartmut Krüger fez parte do elenco campeão olímpico de 1980, ele jogou seis partidas e anotou 22 gols.

## Títulos
- Jogos Olímpicos:
  - Ouro: 1980